# 巴巴多斯议会
巴巴多斯议会（英語：Parliament of Barbados）是巴巴多斯的国家立法机关。巴巴多斯议会实行两院制，由巴巴多斯参议院和巴巴多斯众议院组成。前者部分成員分別由總理和反對黨領袖提名，其余由巴巴多斯總統自行決定；後者的30個議席由全民直選，故握實權。每届议会任期不多於5年。议会有权制定和修改法律。宪法的修改须由众、参两院三分之二的多数通过。
2021年10月，巴巴多斯议会全票通过修改法律，彻底结束该国和英国王室的联系，不再承认英国女王伊丽莎白二世为该国国家元首，并改制为共和国。11月30日，巴巴多斯正式脱离英联邦成为共和国，此前担任总督的桑德拉·梅森宣誓就任该国首任总统，取代英国女王伊丽莎白二世成为新的国家元首。